# Tuimelaar (kever)
De tuimelaar (Cybister lateralimarginalis) is een kever uit de familie waterroofkevers (Dytiscidae).
De kever wordt ongeveer 30 tot 37 millimeter lang en heeft een donkergroene kleur aan de bovenzijde net een metaalachtige glans. De onderzijde is lichtgeel en enigszins doorschijnend. De kever kan verward worden met de geelgerande waterkever maar heeft zijn breedtste deel van het lichaam meer naar achteren en is platter. 
De tuimelaar leeft van kleine waterinsecten die in onderwater worden gevangen en gegeten. Ook de larve is zeer vraatzuchtig, de garnaal-achtige larven zuigen de prooi leeg. 
De tuimelaar komt verspreid over het Palearctisch gebied voor.